# 陈学众
陈学众（？—2021年4月2日），男，中国赛车运动管理工作者，曾任清华大学汽车系实验室主任，中国汽车摩托车运动联合会副主席、中国越野拉力赛组委会执行副主任。